# Emil von Dollen
Emil von Dollen (* 1. Juli 1884 in Hamburg; † 21. März 1937 ebenda) war ein deutscher Theaterschauspieler.

## Leben
Emil von Dollen hatte zunächst 1906/07 eine Reihe von Auftritten am Carl-Schultze-Theater in Hamburg. Dort spielte er unter anderem den Ernst (Sohn der Hauptfigur) in Adolf Philipps Stück Uebern großen Teich, einem „Lebensbild mit Gesang und Tanz“. Zu sehen war von Dollen auch am Schillertheater Altona (1907) und am Wandsbeker Stadt-Theater, wo er 1909 einen der beiden Haupthelden in Gustav Schefraneks Lustspiel Die große Null darstellte. Ab April 1909 bis zu seinem Tod war er Mitglied des Deutschen Schauspielhauses in Hamburg. Dort erhielt er als junger Schauspieler meistens kleinere Rollen. 1917 verkörperte er die Hauptrolle in Franz Bleis Lustspiel Logik des Herzens mit Hilde Knoth als Partnerin. Er spielte beispielsweise auch den Erbprinzen in Alt-Heidelberg, den Just in Minna von Barnhelm und Kommerzienrat Adolf Bolland in Ludwig Thomas Komödie Moral (1931).
Neben der Schauspielerei wirkte Emil von Dollen als Spielleiter am Flora-Theater, so inszenierte er dort unter anderem 1916 den Vierakter Staatsanwalt Alexander von Carl Schüler. An der gut besuchten Aufführung waren weitere Mitglieder des Schauspielhauses als Darsteller beteiligt. Von Dollen selbst übernahm die Rolle des unfreiwillig zum Totschläger gewordenen Schustersohns Kaspar Wild.

## Filmografie
- 1922: Mabel und ihre Freier – Regie: Eva Christa – Vera-Filmwerke